# Albert Kahn

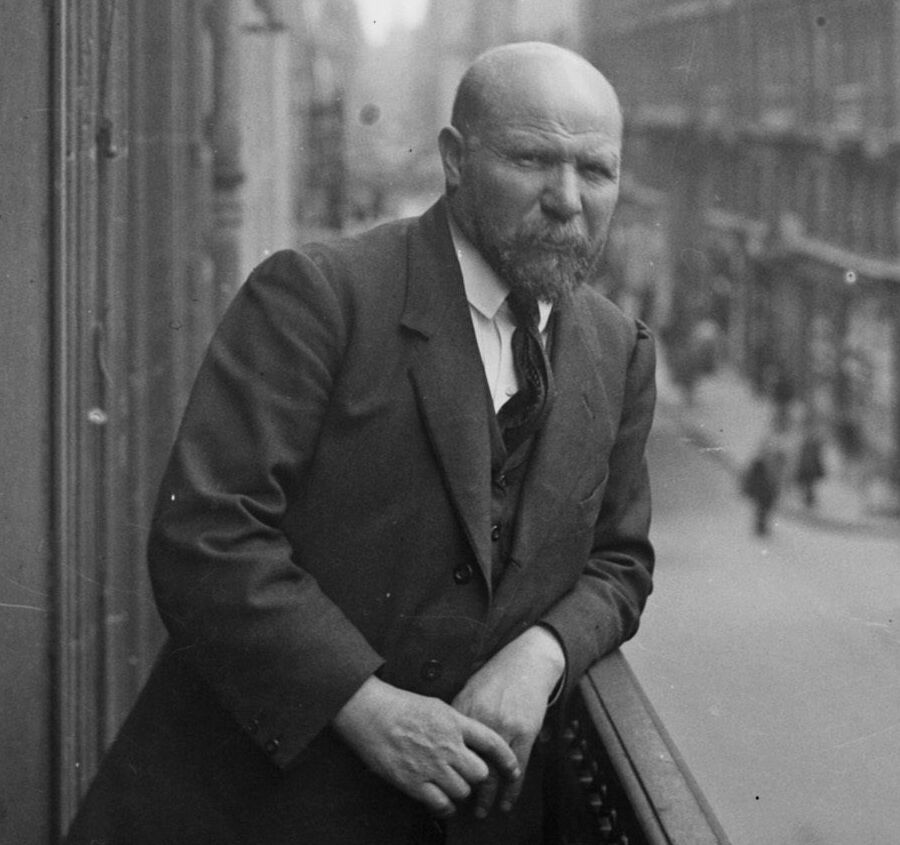
Albert Kahn (1914)

Albert Kahn (* 3. März 1860 in Marmoutier; † 14. November 1940 in Boulogne-Billancourt) war ein französischer Bankier und einer der reichsten Männer Europas zu Beginn des 20. Jahrhunderts. Als Mäzen und Auftraggeber für das mehrere Kontinente umspannende Projekt Les Archives de la Planète (Die Archive des Planeten) war er ein Pionier der Farbfotografie.

## Leben

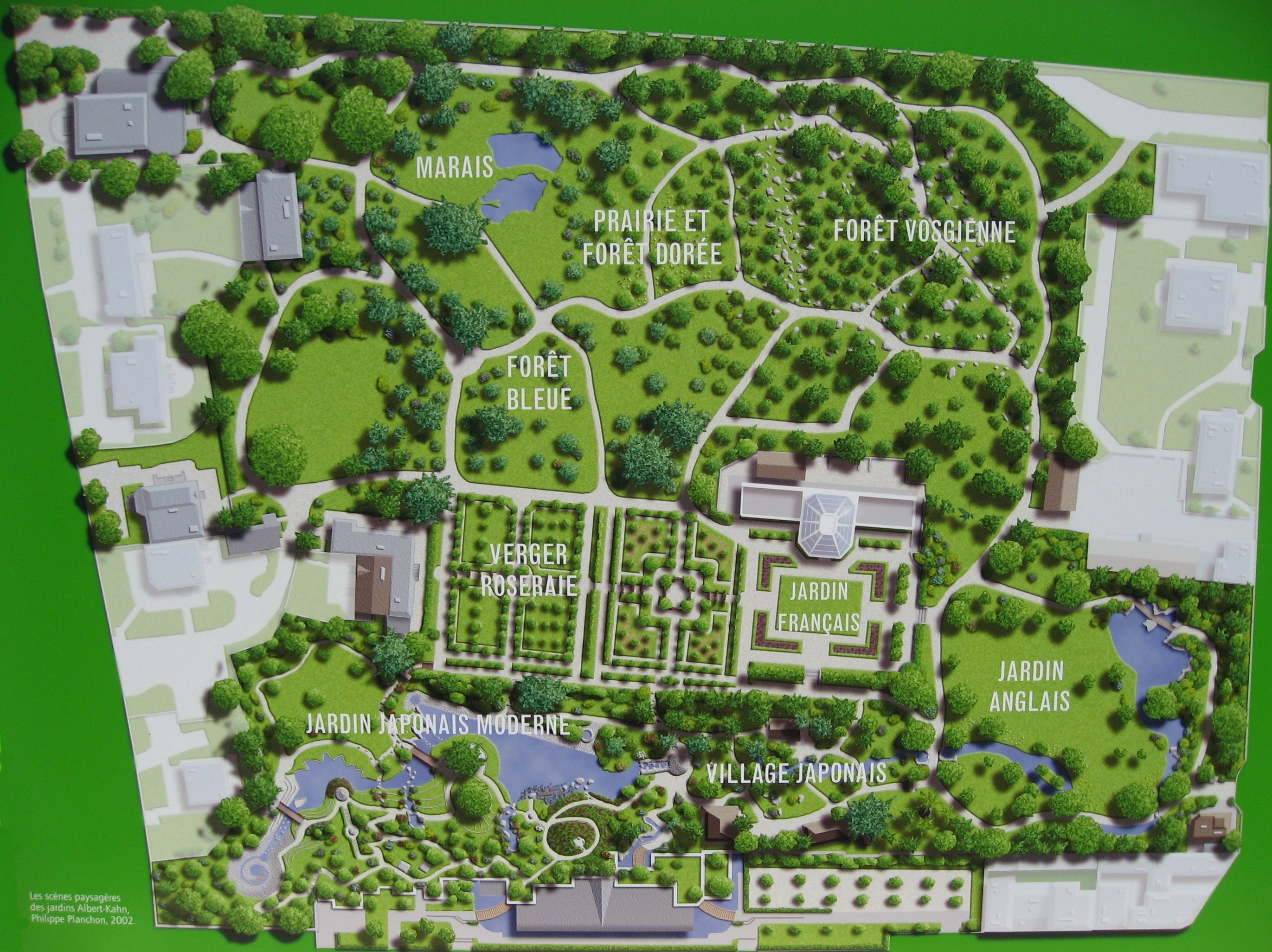
Garten Albert Kahn

Albert Kahn wurde als Sohn eines jüdischen Viehhändlers im Elsass geboren und war eines von fünf Geschwistern. Mit neunzehn Jahren ging er nach Paris, wo er eine Arbeit als Bankangestellter fand. Gleichzeitig studierte er Literaturwissenschaft und  Jura. Im Jahr 1884 bestand er das juristische Staatsexamen.
Schon während seines Studiums freundete er sich mit Henri Bergson an, der ein lebenslanger Freund wurde. Kahn wurde 1892 Direktor und Teilhaber des bedeutenden Bankhaus Goudchaux in Paris. Der Erwerb seines Besitzes in Boulogne-Billancourt nahe Paris fiel in das Jahr 1893. Hier ließ er in den Jahren 1894–1910 von dem Landschaftsarchitekten Achille Duchêne einen weitläufigen Garten gestalten, der die Gartenkultur verschiedener Länder widerspiegelt. Der Garten und die dazugehörenden Gebäude dienten Kahn dazu, die Kontakte mit seinen Freunden zu pflegen, zu denen unter anderen Albert Einstein, Austen Chamberlain, Raymond Barrès, Paul Valéry, Anatole France und Auguste Rodin zählten.
Im Jahr 1898 gründete er die Stiftung Bourses Autour du Monde, die es jungen Akademikern erlauben sollte, für ein Jahr die Welt zu bereisen. Daraus ging im Jahr 1906 der Gesprächskreis Autour du Monde hervor, in dem Eindrücke und Erfahrungen dieser Reisen diskutiert wurden. 1916 folgte die Gründung des Comité national d’Études sociales et politiques, in dem von einflussreichen Persönlichkeiten aktuelle Fragen diskutiert wurden. An seinen Treffen nahmen auch deutsche Politiker teil.
Kahns Buch Des droits et des devoirs des gouvernements (Rechte und Pflichten von Regierungen) erschien 1918.
Im Jahr 1926 übernahm Jean Comandon die Leitung des von Albert Kahn gegründeten Biologischen Labors für wissenschaftliche Kinematografie am Institut Pasteur.
Die Weltwirtschaftskrise führte zur Insolvenz des Bankhauses von Albert Kahn. Infolge seines finanziellen Ruins musste er seine philanthropischen Aktivitäten beenden. Die letzten Reisestipendien der Bourses Autour du Monde wurden 1930 vergeben, die Archives de la Planète wurden 1931 eingestellt, im selben Jahr traf sich das Comité national d’Études sociales et politiques zum letzten Mal. Auf Initiative von Freunden und politischen Unterstützern wurde Kahns Anwesen mit Garten und Gemäldesammlung 1936 vom Département Seine angekauft. Kahn erhielt ein lebenslanges Wohnrecht. Die Gärten wurden 1937 anlässlich der Pariser Weltausstellung der Öffentlichkeit zugänglich gemacht, nachdem sie von der Forstverwaltung instand gesetzt worden waren.
Albert Kahn starb im Alter von 80 Jahren, einen Tag, nachdem er sich auf Anweisung der deutschen Besatzer als Jude hatte registrieren müssen.

## Les Archives de la Planète
Albert Kahn nutzte sein Vermögen, um zwischen 1908 und 1930 das damals größte ethnologische Foto- und Filmprojekt aufzubauen – Les Archives de la Planète (Die Archive des Planeten). Dieses umfasst mehr als hundert Stunden Film und über 72.000 schwarzweiß- und vor allem Farbfotografien aus der ganzen Welt. Seine Absicht war, durch die visuelle Darstellung des alltäglichen Lebens aus allen Teilen der Welt ein Verständnis für andere Menschen und deren Kultur und damit einen Beitrag zu einer friedlichen Welt zu schaffen. Gleichzeitig hielt sein Archiv aber auch viele seitdem untergegangene Kulturen in Europa, Afrika, Amerika und Asien im Bild fest, Lebensweisen, die durch die aufkommenden sozialen Veränderungen in den nächsten Jahren verschwanden.
Kahn machte sich dabei das 1903 von den Brüdern Lumière erfundene Autochromverfahren zu Nutze, das als erstes fotografisches Verfahren Bilder mit Echt-Farben ermöglichte.
Albert Kahns Archiv wird heute im Musée Albert-Kahn in Boulogne-Billancourt südwestlich von Paris aufbewahrt. Dieses Museum sowie eine BBC-Serie The Wonderful World of Albert Kahn (Die wunderbare Welt des Albert Kahn) und ein Buch zur Serie versuchen, den Schatz, den dieses Archiv darstellt, zu vermitteln.
Die erste Ausstellung dieser Bilder nach dem Zweiten Weltkrieg fand 1981 im Rahmen der Ausstellung Farbe im Photo in der Josef-Haubrich-Kunsthalle Köln statt. Das Stadtmuseum Düsseldorf organisierte 2010 die erste Einzelausstellung über Albert Kahn und die Archive des Planeten in Deutschland. 2014 wurden fast 200 Bilder des Archivs im Rahmen der Ausstellung Die Welt um 1914 – Farbfotografie vor dem Großen Krieg im LVR-LandesMuseum Bonn und dem Berliner Martin-Gropius-Bau gezeigt; 2015 war diese Ausstellung im Museum Rietberg in Zürich zu sehen.

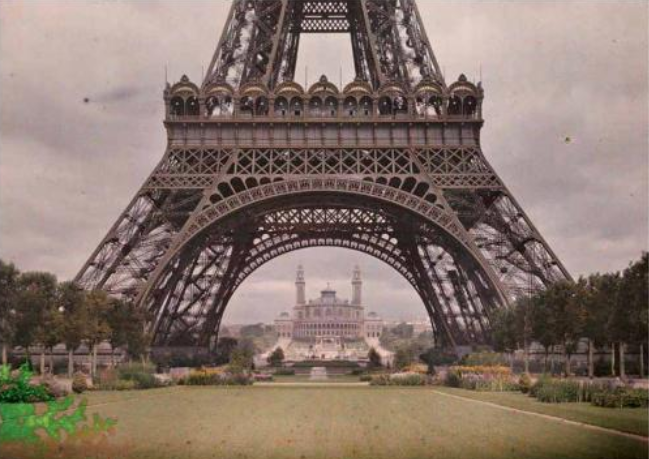
Paris, 1912, Eiffelturm und Trocadero
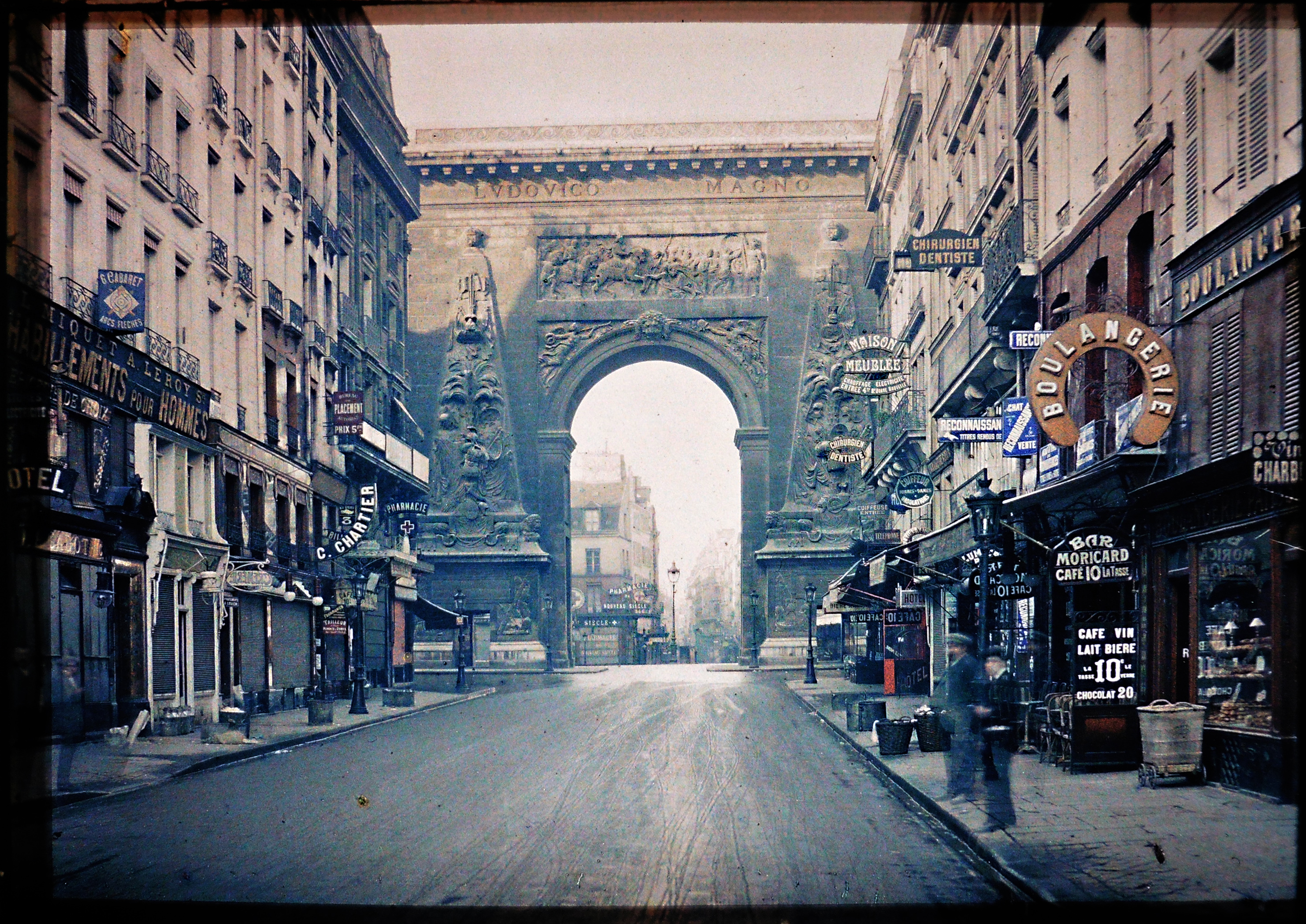
Paris, 1914, Porte Saint-Denis
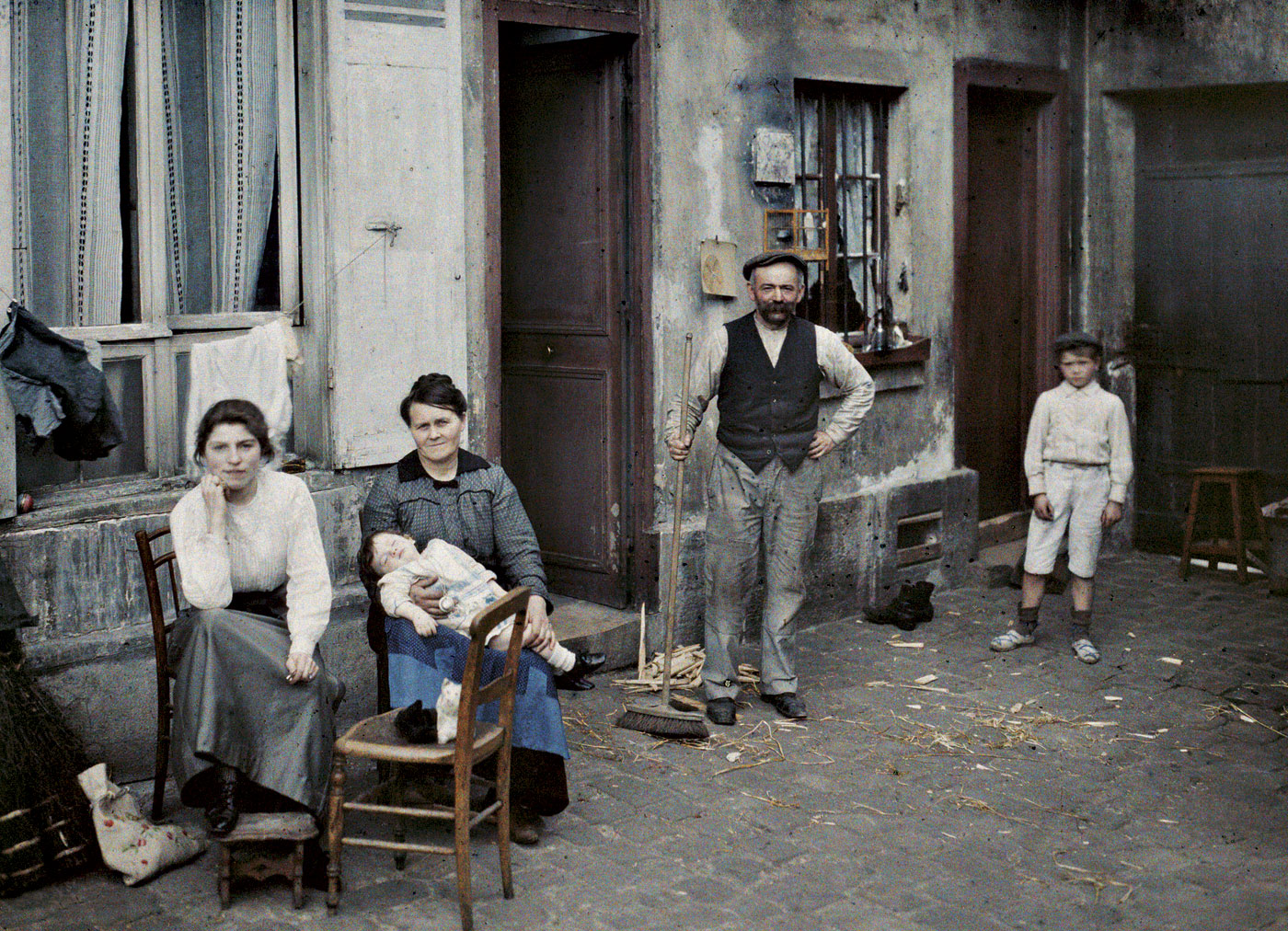
Paris, 1914, Familie
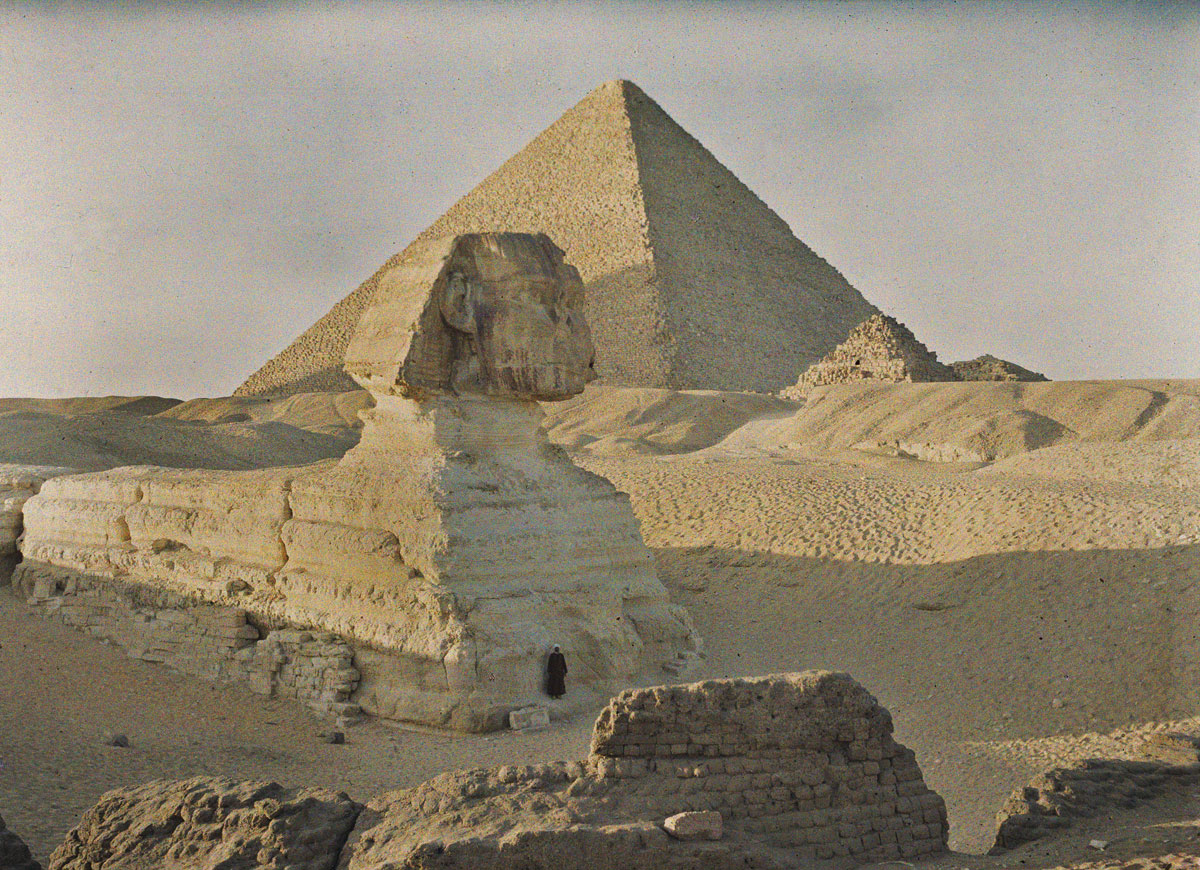
Gizeh, Ägypten, 1914, Cheopspyramide und Sphinx
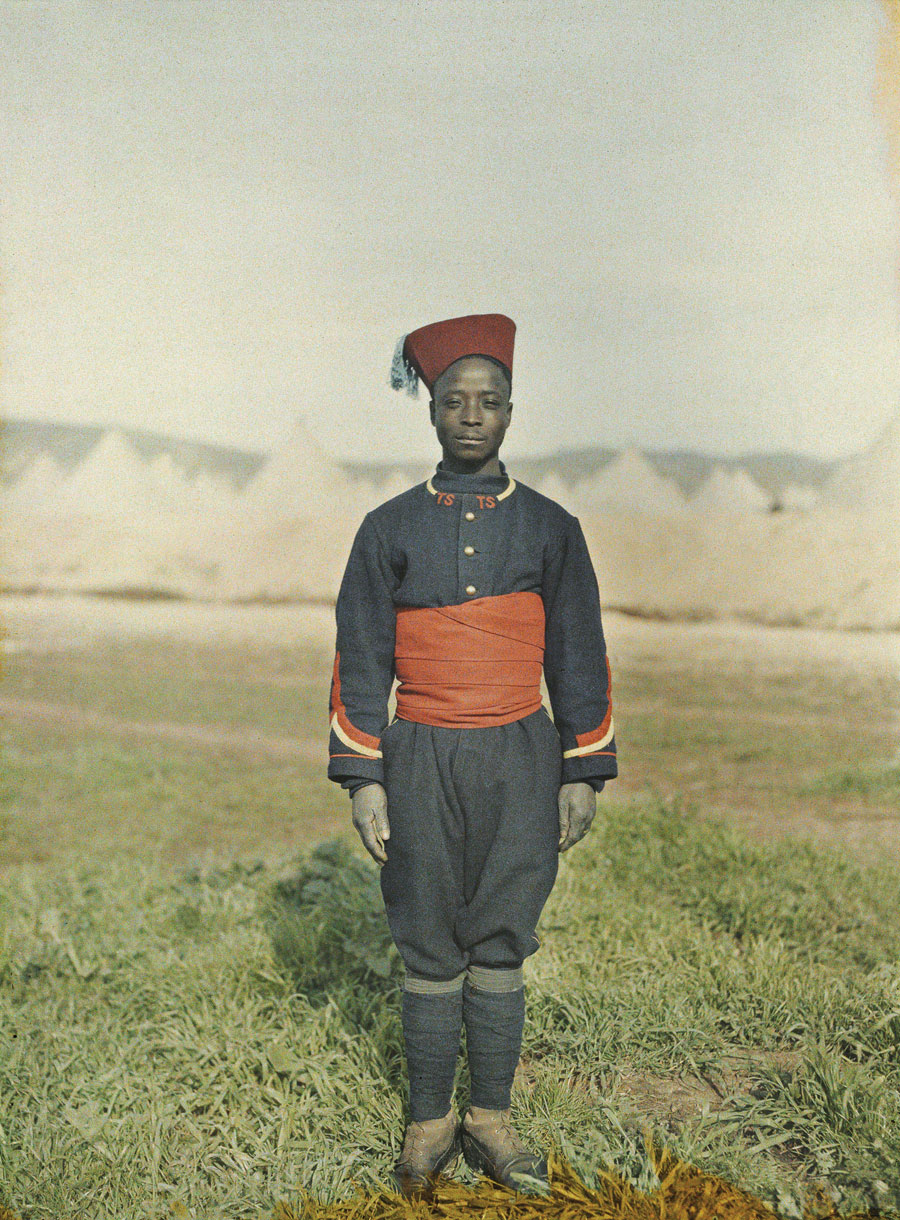
Fés, Marokko, 1913, senegalesischer Scharfschütze
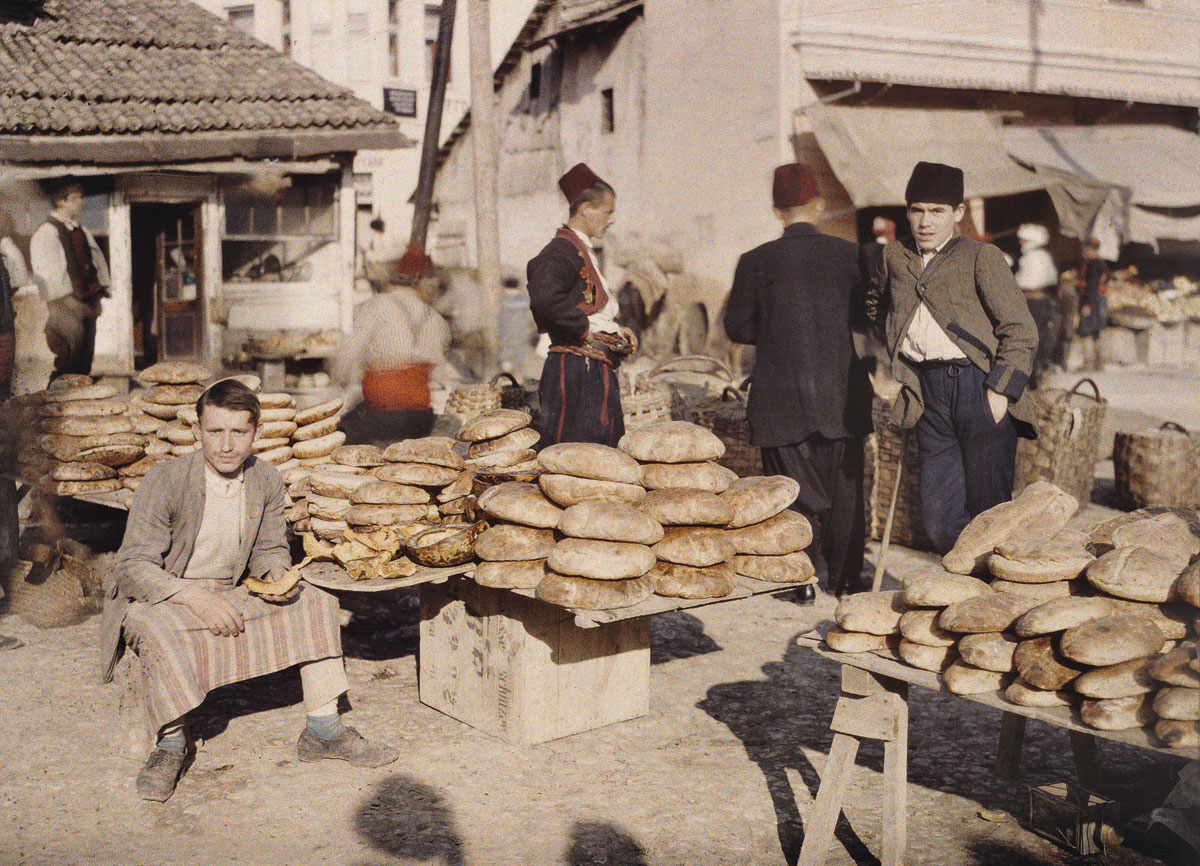
Sarajevo, Bosnien-Herzegovina, 1912, Brothändler auf dem Markt
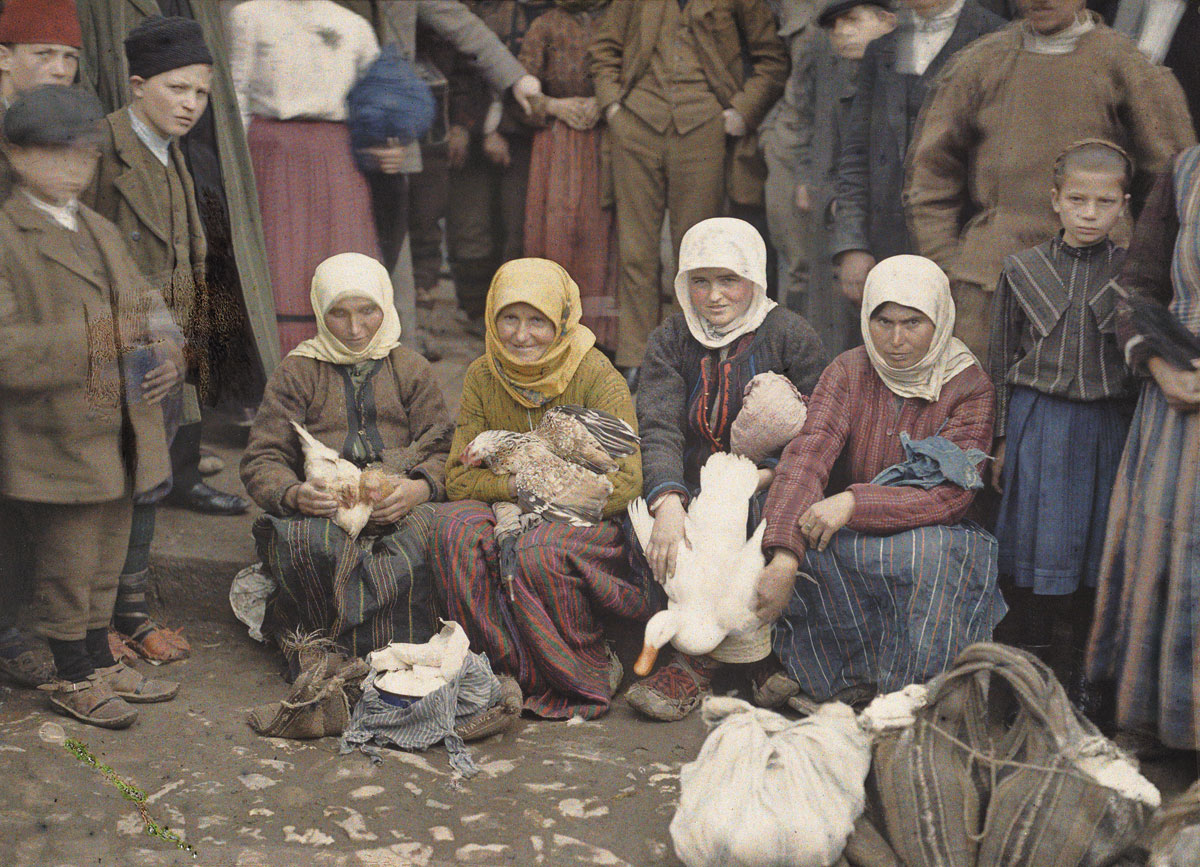
Krusevac, Serbien, 1913, Geflügelverkäuferinnen auf dem Markt
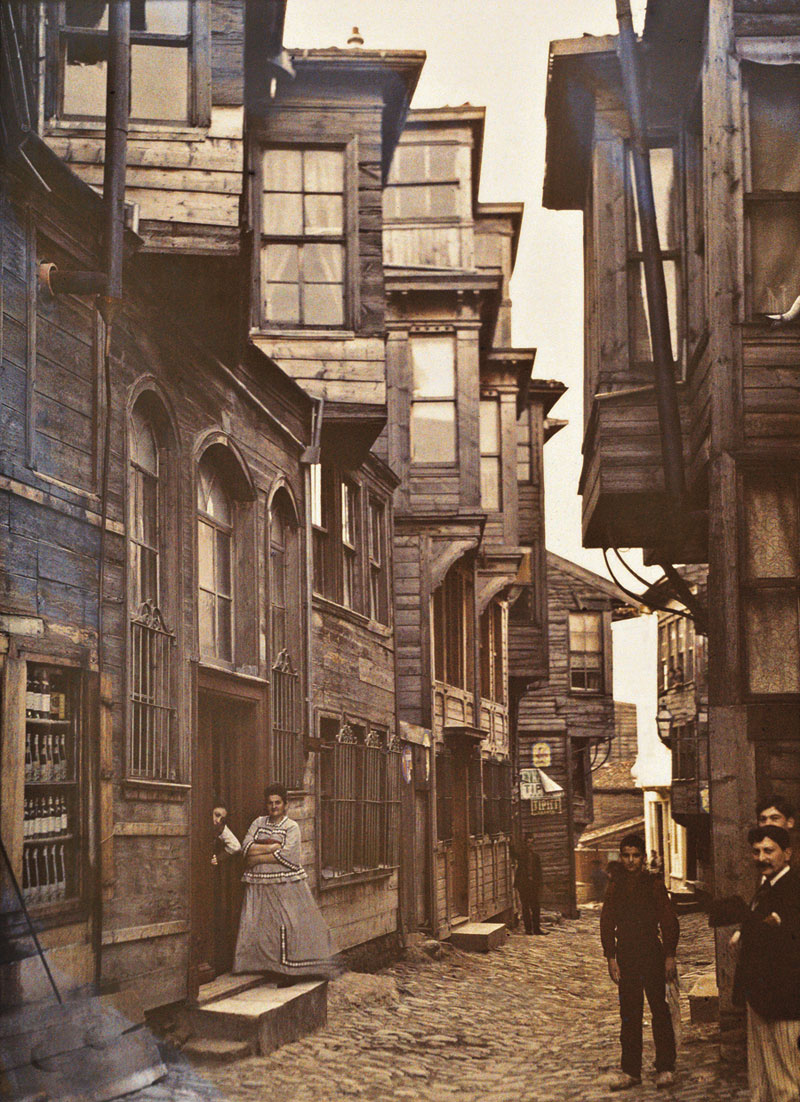
Istanbul, Türkei, 1912, Holzhäuser in Beyoğlu
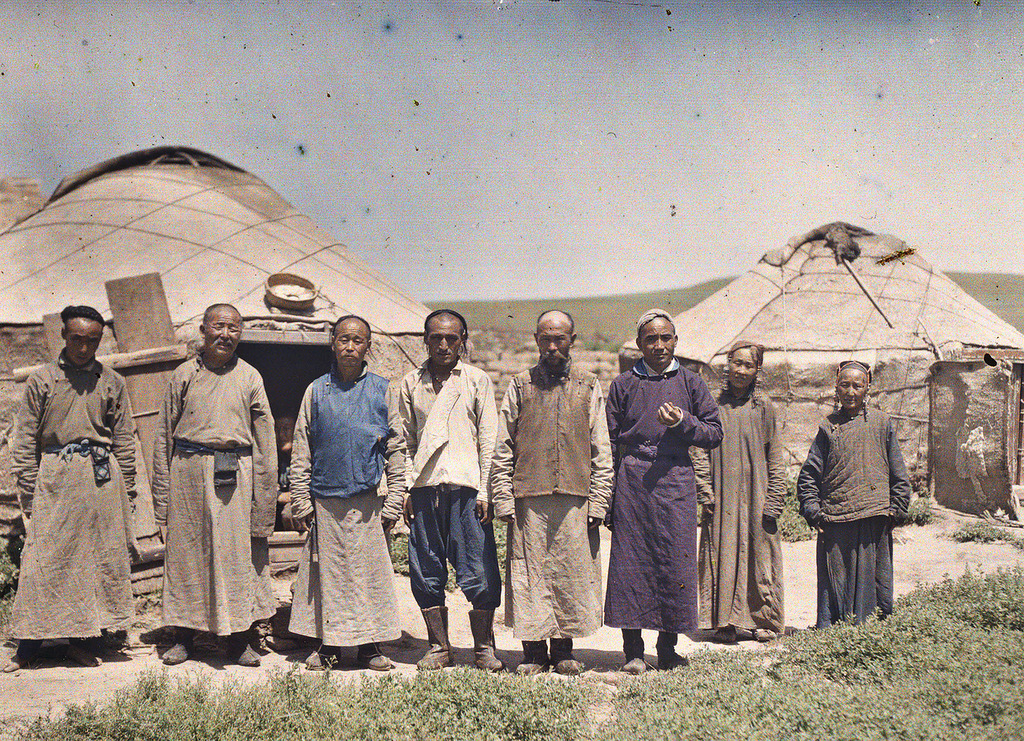
Innere Mongolei, 1912
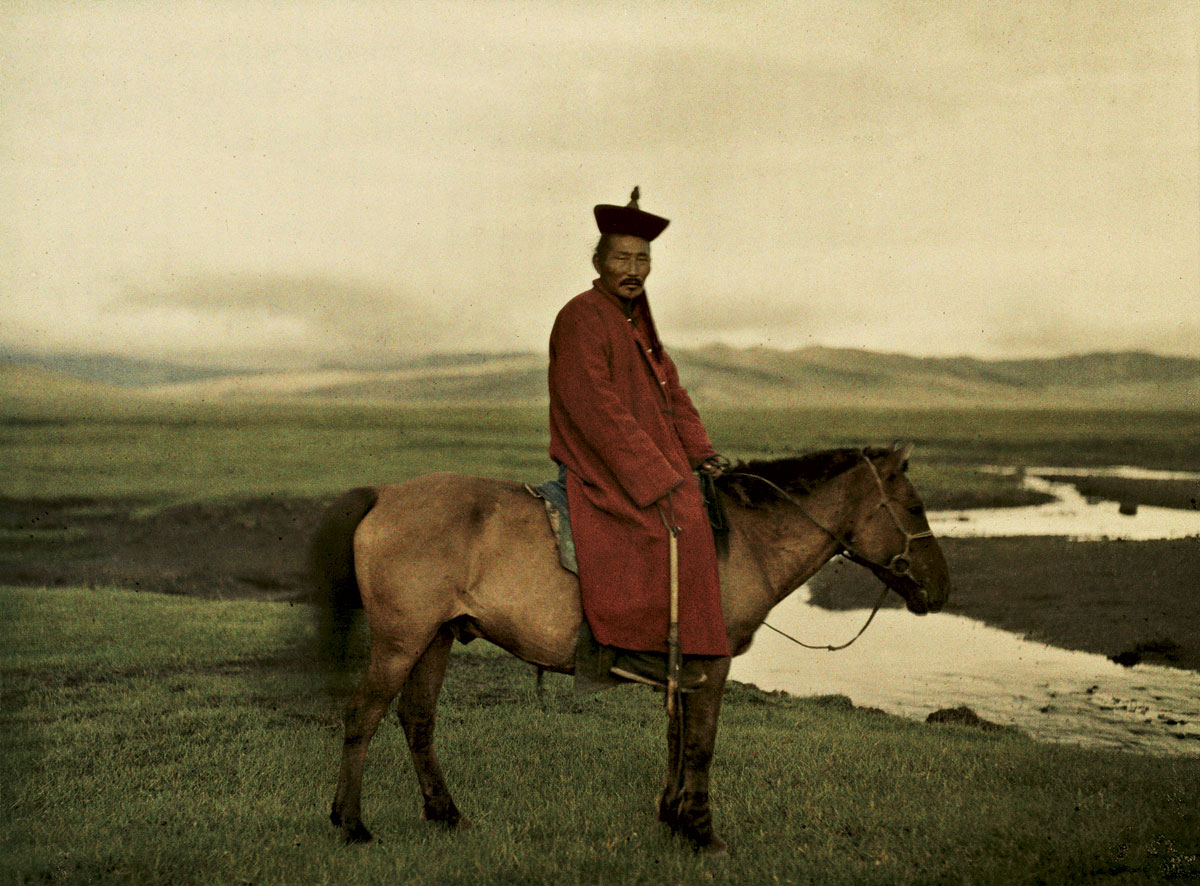
Mongolei, 1913, Buddhistischer Lama
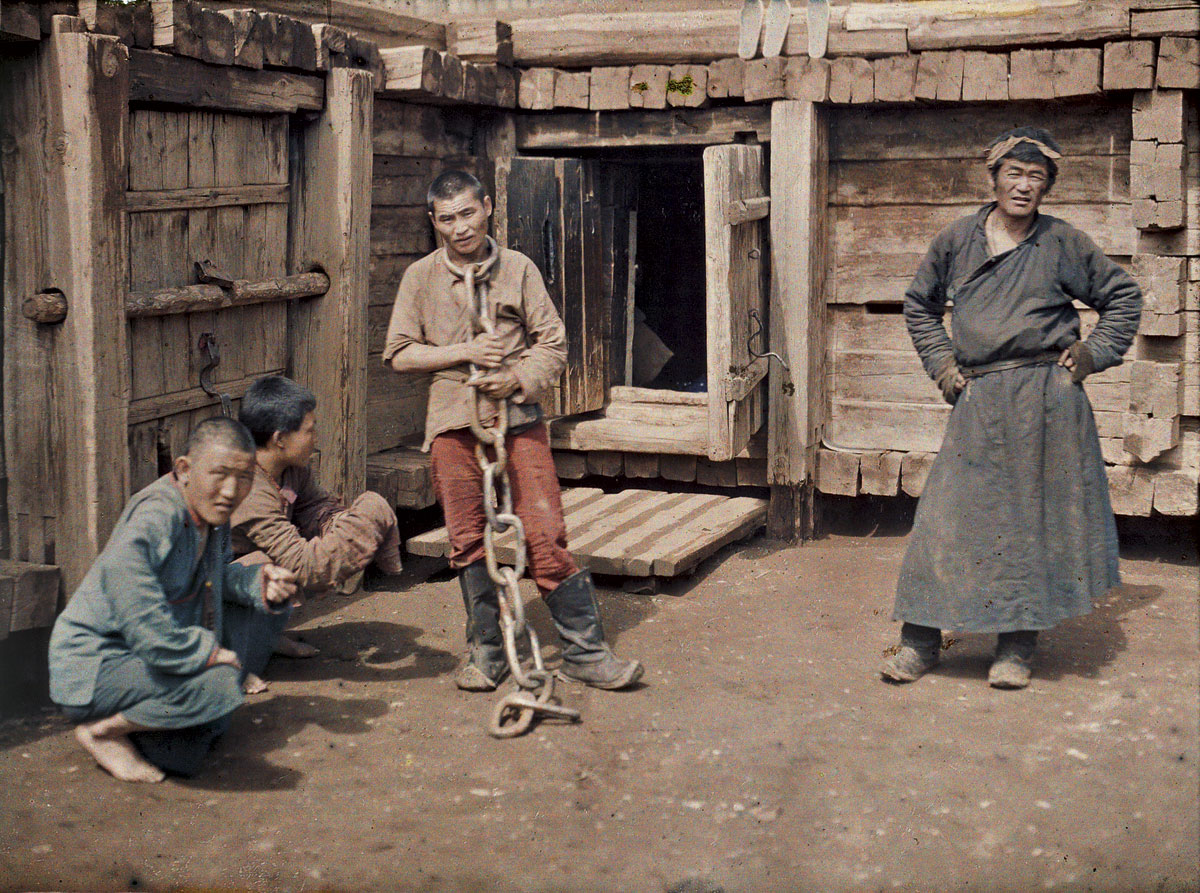
Ulaanbaatar, Mongolei, 1913, Verurteilter und Wärter im Gefängnis
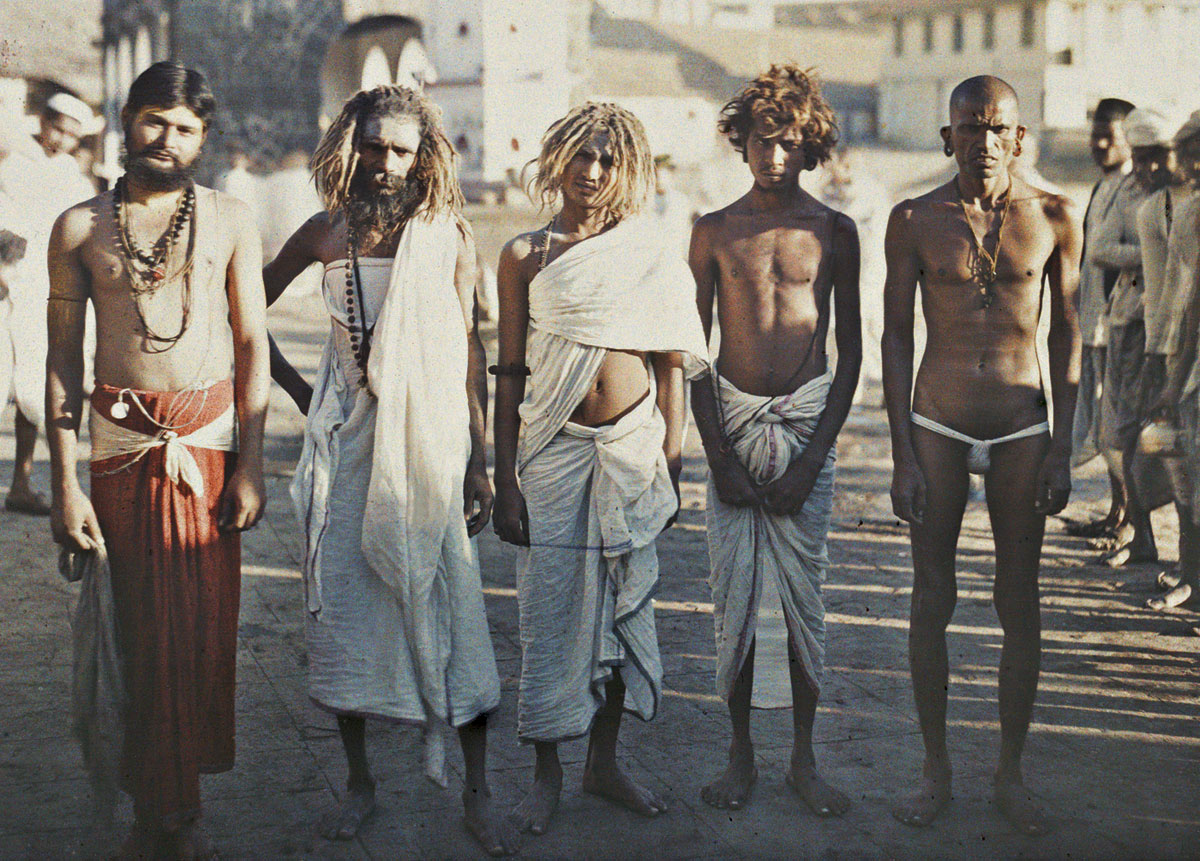
Bombay, Indien, 1913, Sadus
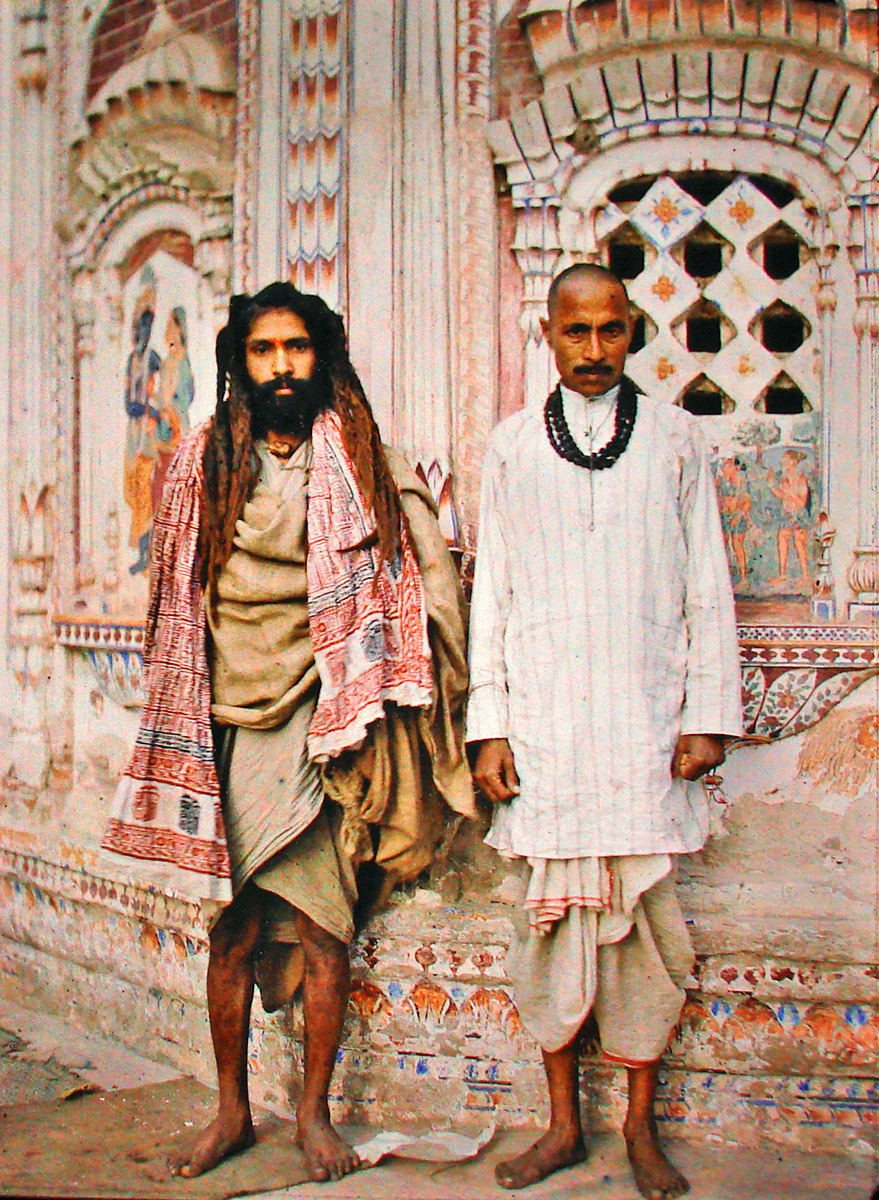
Lahore, Pakistan, 1914, Sadu und Brahmane
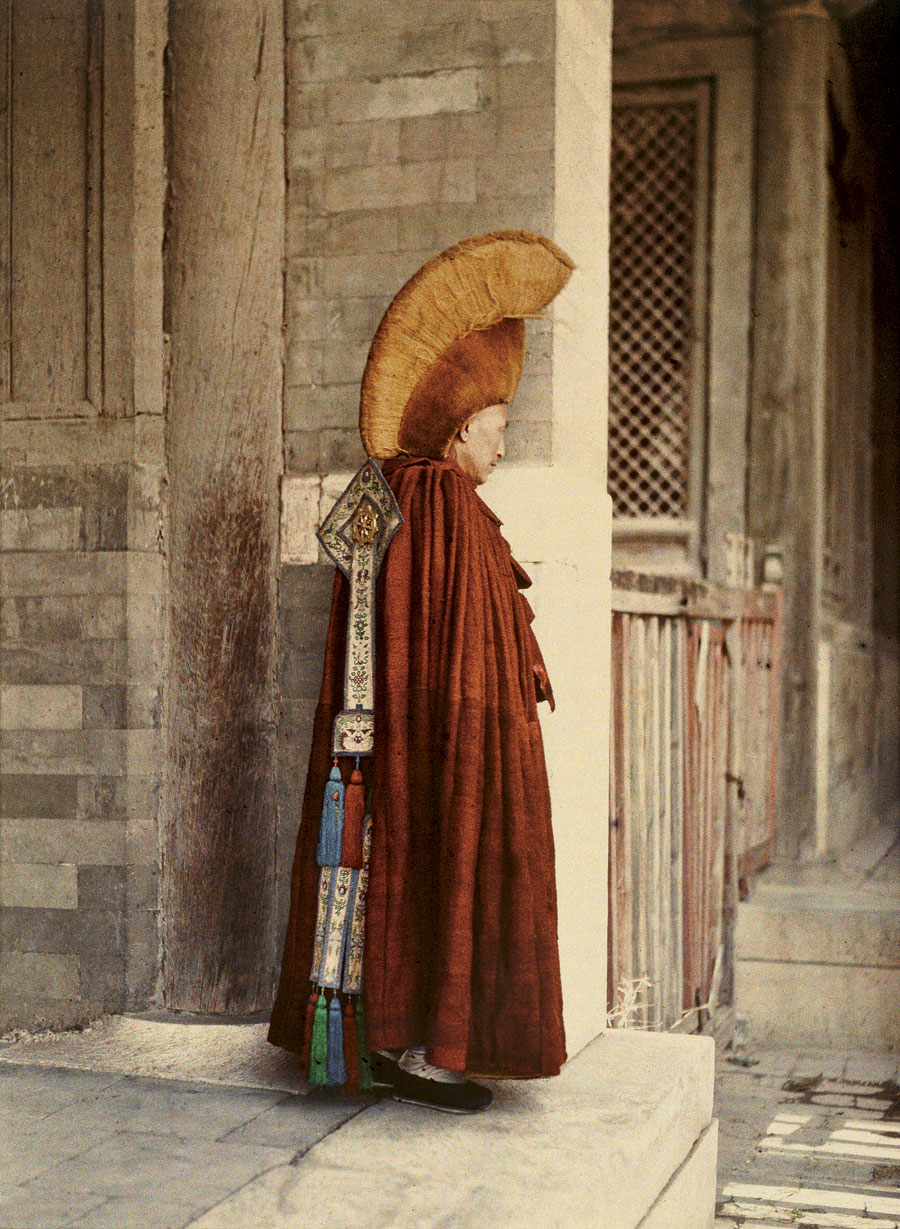
Peking, China, 1913, Buddhistischer Lama in zeremoniellem Gewand

### Schriften
- Albert Kahn: Des droits et des devoirs des gouvernements. Imprimerie de Vaugirad, Paris 1918.
- Sophie Cœuré, Frédéric Worms (Hrsg.): Albert Kahn – Henri Bergson. Correspondances, Edition Desmaret, Paris 2003

### Sekundärliteratur
- Paula Amad: Cinema's sanctuary: From pre-documentary to documentary film in Albert Kahn's Archives de la planète (1908–1931), in: Film History, Band 13, 2001, S. 138–159.
- Paula Amad: Albert Kahns „Archives de la planète“ (1908–1931). Zwischen kinematographischer Ansicht und Dokumentarfilm, in: Grüße aus Viktoria. Film-Ansichten aus der Ferne (=KINtop Schriften 7), Filmmuseum Düsseldorf (Hrsg.), Stroemfeld/Roter Stern, Basel und Frankfurt am Main 2002, S. 206–233 (gekürzte deutsche Fassung).
- Jeanne Beausoleil (Hrsg.): Albert Kahn, réalités d'une utopie : 1860–1940 (zur Ausstellung vom 28. November 1995–15. September 1996). Musée Albert-Kahn, Boulogne-Billancourt 1995, ISBN 2-906599-17-4
- Chine. Catalogue des photographies et des séquences filmées du Musée Albert-Kahn, Musée Albert-Kahn, Boulogne-Billancourt  2001
- Christoph Danelzik-Brüggemann (Hrsg.): Städte der Welt. Frühe Farbfotografien aus dem Musée Albert-Kahn im Dialog mit der Fotografischen Sammlung, Ausstellungskatalog Stadtmuseum Landeshauptstadt Düsseldorf anlässlich der Ausstellung vom 29. Mai–5. September 2010, Droste, Düsseldorf 2013, ISBN 978-3-7700-1459-0
- Markus Köster (Hrsg.): Der Ruhrkampf, La Bataille de la Ruhr – Französische Filmaufnahmen aus Westfalen und dem Rheinland 1921–1925. Landschaftsverband Westfalen-Lippe, Münster 2006, S. 21–24, ISBN 3-923432-51-8. Online verfügbar (PDF, 350 kB)

### Literarische Verarbeitung
- Lia Tilon: Der Archivar der Welt. dtv Verlagsgesellschaft, München 2019, ISBN 978-3-423-43628-1 (niederländisch: Archivaris van de wereld. Amsterdam 2017. Übersetzt von Ulrich Faure).

### Filme
- Albert Kahn, Banker und Pazifist (Le voyage d'Albert Kahn), Dokumentarfilm von Mehdi Lallaoui, F 2006
- The Wonderful World of Albert Kahn, fünfteilige Fernsehserie der BBC, Regie David Okuefuna und Rosie Schellenberg, GB 2007
- L'insaisissable Albert Kahn. In: mastersof.photography. Abgerufen am 8. September 2024. Dokumentarfilm des Regisseurs Robin Hunzinger, eine Gemeinschaftsproduktion von Bix Films und France Télévisions von 2012
- Citizen Kahn – Bankier und Kunstmäzen oder Die verschwundene Welt, (Albert Kahn, reflets d'un monde disparu),  Dokumentarfilm von Augustin Viatte, F 2016 Video auf YouTube, arte, 4. Juli 2021